# Munera
Munera – gmina w Hiszpanii, w prowincji Albacete, w Kastylii-La Mancha, o powierzchni 229,43 km². W 2011 roku gmina liczyła 3757 mieszkańców.